# Heptarchie

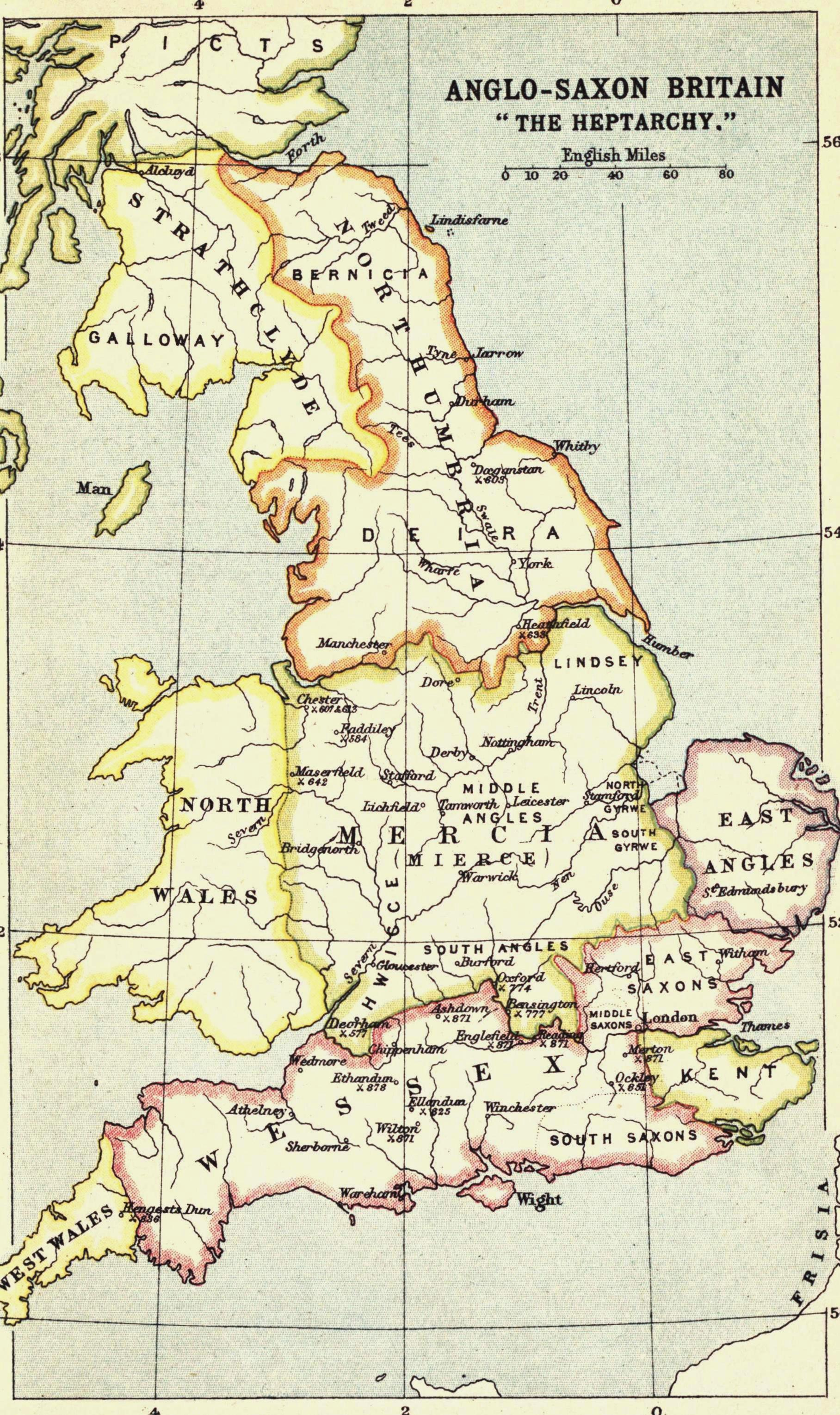
Angelsaksische staten

Heptarchie is de term die door historici wel gebruikt werd/wordt als aanduiding van de zeven Angelsaksische koninkrijken in Engeland:
- Wessex
- Essex
- Sussex
- Kent
- East Anglia
- Mercia
- Northumbria

De benaming Heptarchie, een combinatie van de Griekse woorden voor zeven en rijk, wordt al sinds het begin van de twintigste eeuw als een te sterke vereenvoudiging gezien van een meer complexe situatie dan in de naam wordt uitgedrukt. Hij wordt echter nog wel gebruikt als algemene aanduiding van die periode in de Engelse geschiedenis.
De term slaat in algemene zin op de periode van de verovering van Engeland door Germaanse stammen (Angelen, Saksen en Juten) tot de invallen door de Noormannen. Deze periode loopt grofweg van 500 tot 850. Het concept van de zeven koninkrijken werd al in de 12e eeuw gebruikt door de Engelse historicus Hendrik van Huntingdon, maar de term ‘heptarchie’ kwam in de 16e eeuw in gebruik.
Onderzoek heeft aangetoond dat de machtsverhoudingen niet zo simpel lagen. Zo waren Essex en Sussex als machtsfactor veelal minder belangrijk dan de andere rijken. Kent was in het begin van de periode wel invloedrijk, maar had al spoedig dezelfde status als Essex en Sussex.
Ook bleek dat een aantal gebieden een belangrijker rol speelden dan werd gedacht, zoals de koninkrijken Lindsey, Hwicce, Surrey en Middle Anglia. 
De daadwerkelijke leiding viel echter geleidelijk aan in handen van Northumbria, Mercia en Wessex.
Van de genoemde zeven koninkrijken zijn er drie die nu nog ongeveer hetzelfde territorium beslaan en nog dezelfde naam dragen als graafschap van Engeland:  Kent, Sussex en Essex.
De naam Kent verwijst naar de oorspronkelijke Keltische bewoners, die Kentii of Cantiaci werden genoemd. De naam Sussex verwijst naar de Zuid-Saksen, Essex naar de Oost-Saksen.
East Anglia was het gebied van de Oost-Angelen. Ook deze benaming is nog steeds in gebruik voor het gebied dat nu ligt in de graafschappen Norfolk en Suffolk.
Northumbria en Mercia waren eveneens koninkrijken van de Angelen. De naam Northumbria duidt het gebied ten noorden van de rivier de Humber aan. Het is ontstaan door een samenvoeging van de voordien bestaande rijken Bernicia en Deira.
Het koninkrijk Mercia lag oorspronkelijk in de Trentvallei, maar wist het gebied uit te breiden ten koste van de Midden-Angelen, de Magonsaete en de Hwicce. Ten slotte was het gebied zo groot dat het reikte tot de Humber in het noorden, de Theems in het zuiden en Wales in het westen, waar koning Offa van Mercia zijn befaamde dijk bouwde.
Het was echter Wessex (van de West-Saksen) dat uiteindelijk de overhand kreeg en Engeland wist te verenigen onder koning Egbert. Evenals Mercia wisten zij hun gebied, oorspronkelijk gelegen in de huidige graafschappen Hampshire en Wiltshire, uit te breiden tot de hele streek ten zuiden van de Theems (behalve Cornwall).